# Gustav Forstmann

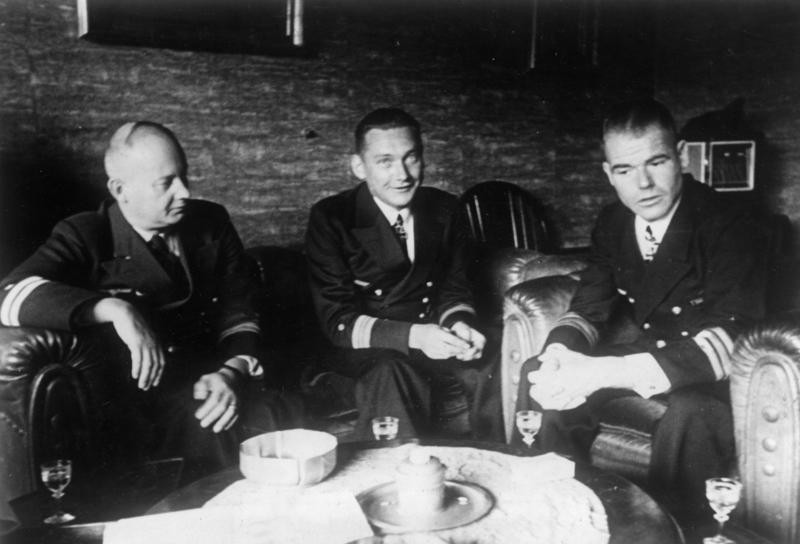
Korvettenkapitän Gustav Forstmann (rechts), 1941

Gustav Forstmann (* 10. Juni 1908 in Kiel; † 2. Februar 1985 in Wedel) war ein deutscher Kapitän zur See der Bundesmarine und Ritterkreuzträger.

## Leben
Gustav Forstmann trat 1926 in die Reichsmarine ein und absolvierte ab 1. April 1926 seine erste infanteristische Ausbildung in der 2. Schiffsstammabteilung. Vom 11. Juli 1926 war er erst bis 19. Oktober 1926 zur Bordausbildung auf der Niobe und dann bis 25. März 1928 auf der Emden. Anschließend besuchte er bis 3. Februar 1929 unterschiedliche Lehrgänge. Er kam auf die Schleswig-Holstein, erst bis 1. Oktober 1930 (Beförderung zum Leutnant zur See) zur praktischen Ausbildung und dann als Wachoffizier. Ab 24. September 1931 war er für zwei Jahre bei der 1. Minensuchflottille und hier mit einem Bordkommando als Wachoffizier versehen. Von Januar 1933 bis März 1933 besuchte er einen Sperr-Offizier-Lehrgang an der Sperrschule Kiel-Wik, bevor er bis 27. September 1935 als Ausbildungsoffizier an die Marineschule Friedrichsort kam. Er kam bis September 1937 auf die Karlsruhe, u. a. als Wach- und Rollenoffizier. Am 1. April 1936 wurde er zum Kapitänleutnant ernannt. Mit der Indienststellung Ende September 1937 wurde er Kommandant des Minensuchbootes M 10 bei der 2. Minensuchflottille.
Anschließend war er von Dezember 1939 bis März 1942 Chef der 1. Räumbootsflottille. Bei der Besetzung Norwegens 1940 nahm die Flottille unter seinem Kommando als Teil der „Kriegsschiffgruppe 5“ an der Eroberung von Horten und mehrerer Inseln im Oslofjord teil. Für die Führung der 1. Räumbootsflottille u. a. während der Besetzung Norwegens und der Beteiligung an der Errichtung der Juminda-Minensperre erhielt er am 28. Juli 1941 als Korvettenkapitän das Ritterkreuz des Eisernen Kreuzes (77. Verleihung) verliehen.
Ab 2. März 1942 war er Erster Admiralstabsoffizier beim neu aufgestellten Führer der Minensuchverbände Ost und erhielt in dieser Position am 9. Dezember 1944 als Fregattenkapitän das Deutsche Kreuz in Gold verliehen. Dies ist ungewöhnlich, da er bereits 1941 das Ritterkreuz erhalten hatte und eigentlich die nächste Ordensstufe dafür angestanden hätte. Am 3. Juni 1944 war er mit dem finnischen Freiheitskreuz II. Klasse und am 22. September 1944 mit dem spanischen Marineverdienstkreuz in weiß II. Klasse mit Stern ausgezeichnet worden.
Von Mitte Juni 1944, der Führer der Minensuchverbände Ost war im gleichen Monat vorher aufgelöst worden, bis Mai 1945 war er Chef des Stabes des Admirals östliche Ostsee.
Nach dem Krieg wurde er zum 27. Mai 1945 in den Deutschen Minenräumdienst übernommen und war hier bis Ende Februar 1946 Kommandeur der 3. Minenräumdivision, welche für die Minenräumung in dänischen Gewässern verantwortlich war. Für einen Monat war er Ältester Deutscher Marineoffizier Eckernförde.
Am 1. Oktober 1957 trat er in die Bundesmarine ein. Von Mitte November 1957 bis November 1959 war er Chef des Stabes des Kommandos der Seestreitkräfte, ab März 1958 Kommando der Flotte. Anschließend war er bis Dezember 1961 Leiter des Referats M II/3 im Fü M im Bundesministerium für Verteidigung in Bonn. Von Januar 1962 bis Oktober 1966 war er Kommandeur der Marineunterwasserwaffenschule in Flensburg. Anschließend ging er in den Ruhestand.